# Dominique Blanchet
Dominique Marie Joseph Blanchet (Cholet, 15 febbraio 1966) è un vescovo cattolico francese, dal 9 gennaio 2021 vescovo di Créteil e dal 21 maggio 2025 vescovo-prelato della missione di Francia o di Pontigny.

## Biografia
Dominique Marie Joseph Blanchet è nato a Cholet il 15 febbraio 1966.

### Formazione e ministero sacerdotale
Nel 1987 ha conseguito la laurea magistrale in matematica all'Università di Angers e poi si è iscritto all'École Centrale di Parigi dove nel 1989 ha ottenuto la laurea in ingegneria e il diploma post-laurea (DEA) in ingegneria dei materiali. È stato compagno di studi di Delphine Ernotte, presidente dell'Unione europea di radiodiffusione dal 2021.
Dal 1989 al 1992, collaborando con la Delegazione cattolica per la cooperazione (DCC), ha lavorato nella regione del Sahel, nel nord-ovest del Burkina Faso, per contribuire alla gestione delle risorse idriche in alcuni villaggi di questa regione. È stato lì che la sua vocazione sacerdotale e il suo desiderio di rispondervi si sono chiariti.
Nel 1992, al suo ritorno in patria, è entrato nel seminario di Angers, dove ha completato il ciclo di filosofia e ha approfondito la sua conoscenza del beato Antoine Chevrier, fondatore dell'Istituto del Prado. Nel 1995 monsignor Jean Pierre Marie Orchampt, allora vescovo di Angers, lo ha inviato al seminario del Prado a Limonest per completare il secondo ciclo. Nel 1999 ha ottenuto la laurea in teologia.
Il 20 giugno 1998 è stato ordinato diacono. Il 27 giugno dell'anno successivo è stato ordinato presbitero per la diocesi di Angers da monsignor Jean Pierre Marie Orchampt, vescovo di Angers. In seguito è stato cooperatore della parrocchia di Saint-Denis-des-Faluns a Doué-la-Fontaine dal 1999 al 2005; delegato vescovile per pastorale giovanile dal 2004 al 2010; membro del team della cappellania diocesana del Movimento cristiano rurale giovanile dal 2004 al 2006; cappellano delle comunità di Fede e Luce dal 2004 al 2015; parroco in solido delle parrocchie di Saint-Pierre-Saint-Jacques-en-Chemillois a Chemillé, di Sainte-Bernadette-en-Aubance-et-Jeu a Neuvy-en-Mauges e di Notre-Dame-de-la-Colline a Les Gardes dal 2005 al 2006; vicario generale dal 2006 al 2008; amministratore diocesano da gennaio a settembre del 2008; di nuovo vicario generale dal 2008; amministratore parrocchiale della parrocchia di Saint Maurille; moderatore della curia dal 2009; amministratore parrocchiale della parrocchia di Saint-Maurille-en-Loire-et-Layon a Chalonnes-sur-Loire dal 2011 al 2013 e parroco della parrocchia di San Lazzaro e San Nicola ad Angers dal 2013 al 2015.
Il 5 giugno 2005 si è iscritto all'associazione dei sacerdoti del Prado.

### Ministero episcopale
Il 21 maggio 2015 papa Francesco lo ha nominato vescovo di Belfort-Montbéliard. Ha ricevuto l'ordinazione episcopale il 12 luglio successivo nella chiesa di San Giuseppe a Belfort dall'arcivescovo metropolita di Besançon Jean-Luc Marie Maurice Louis Bouilleret, co-consacranti il vescovo emerito di Belfort-Montbéliard Claude Pierre Charles Schockert e il vescovo di Angers Emmanuel Luc Jean-Marie Delmas. Come motto ha scelto l'espressione "Mets ta joie dans le Seigneur" che significa "Gioisci nel Signore" ed è tratta dal versetto 4 del salmo 37.
Il 9 gennaio 2021 lo stesso pontefice lo ha nominato vescovo di Créteil. È succeduto a Michel Santier che ha lasciato il suo incarico ufficialmente per motivi di salute  ma che in realtà è stato oggetto di misure disciplinari da parte della Santa Sede per abusi spirituali a fini sessuali avvenuti negli anni '90 quando era sacerdote. Ha preso possesso della diocesi il 28 febbraio successivo con una cerimonia tenutasi nella cattedrale di Nostra Signora a Créteil alla presenza di monsignor Michel Christian Alain Aupetit, arcivescovo metropolita di Parigi.
Nel dicembre del 2021 ha annunciato la vendita della sua residenza episcopale per contribuire al bilancio destinato al risarcimento delle vittime di abusi sessuali.
Il 21 maggio 2025 papa Leone XIV lo ha nominato anche vescovo-prelato della missione di Francia o di Pontigny. Si tratta della seconda nomina episcopale di questo pontefice riguardante la Francia. Monsignor Blanchet conserva il suo ufficio di vescovo di Créteil. Ha preso possesso della prelatura il 12 luglio successivo con una celebrazione tenutasi nella chiesa abbaziale di Pontigny.
Il 3 aprile 2019 è stato eletto vicepresidente della Conferenza episcopale di Francia  e nell'aprile del 2022 è stato rieletto per un secondo mandato di tre anni. In precedenza è stato presidente del consiglio per le associazioni e i movimenti di fedeli dal 1º luglio 2017  al 1º luglio 2019. È stato anche membro del consiglio per la comunicazione e membro dell'autorità di dialogo tra la Santa Sede - Chiesa cattolica in Francia e il governo francese. Attualmente è presidente di diritto del comitato per la missione di Francia.

## Genealogia episcopale
La genealogia episcopale è:
- Cardinale Scipione Rebiba
- Cardinale Giulio Antonio Santori
- Cardinale Girolamo Bernerio, O.P.
- Arcivescovo Galeazzo Sanvitale
- Cardinale Ludovico Ludovisi
- Cardinale Luigi Caetani
- Cardinale Ulderico Carpegna
- Cardinale Paluzzo Paluzzi Altieri degli Albertoni
- Papa Benedetto XIII
- Papa Benedetto XIV
- Papa Clemente XIII
- Cardinale Giovanni Francesco Albani
- Cardinale Carlo Rezzonico
- Cardinale Antonio Dugnani
- Arcivescovo Jean-Charles de Coucy
- Cardinale Gustave-Maximilien-Juste de Croÿ-Solre
- Vescovo Charles-Auguste-Marie-Joseph Forbin-Janson
- Cardinale François-Auguste-Ferdinand Donnet
- Vescovo Charles-Emile Freppel
- Cardinale Louis-Henri-Joseph Luçon
- Cardinale Charles-Henri-Joseph Binet
- Cardinale Maurice Feltin
- Vescovo Henri-Louis-Marie Mazerat
- Vescovo Henri-François-Marie-Pierre Derouet
- Vescovo Jacques Noyer
- Arcivescovo Jean-Luc Marie Maurice Louis Bouilleret
- Vescovo Dominique Marie Joseph Blanchet, Ist. del Prado